# Renate Lüllmann-Rauch
Renate Lüllmann-Rauch (* 29. Dezember 1941 als Renate Rauch in Neumünster; † 13. November 2024 in Kiel) war eine deutsche Anatomin. Sie wurde vor allem  als Autorin des Taschenlehrbuchs Histologie bekannt.

## Leben
Sie wurde als Renate Rauch in Neumünster geboren und wuchs in Kiel und Flintbek auf. Sie war Halbwaise und lebte bei ihren Großeltern und ihrer Mutter. Ihr Vater verstarb vor ihrer Geburt im Zweiten Weltkrieg.
Sie legte ihr Abitur 1961 an der Kieler Gelehrtenschule ab und studierte bis 1967 Medizin an den Universitäten Kiel und Basel. In den Jahren 1964 und 1965 arbeitete sie an ihrer Dissertation zu Peristaltikuntersuchungen am Darm der Schleihe.
Lüllmann-Rauch wurde am 1. April 1970 wissenschaftliche Assistentin am Anatomischen Institut der Christian-Albrechts-Universität und habilitierte sich dort im Jahr 1976. Sie wurde zur „Dozentin an einer wissenschaftliche Hochschule“ ernannt. 1982 wurde sie außerplanmäßige Professorin und 1992 Hochschuldozentin auf Lebenszeit. 2007 trat Lüllmann-Rauch in den Ruhestand. Im Herbst 2024 wurde ihr durch die Anatomische Gesellschaft die Ehrenmitgliedschaft verliehen.
Die Ärztin widmete sich ebenfalls der Morphologie mit ihrer Forschung zu lysosomalen Speicherkrankheiten, wozu sie einige Arbeiten publizierte. Sie war Leiterin der Arbeitsgruppe „Ultrastrukturforschung an Gen-manipulierten Mäusen“ an der Christian-Albrechts-Universität zu Kiel.
Eine Zeit lang war sie Teil des Orchesters des Collegium musicum dieser Universität, sie interessierte sich für klassische Musik und spielte Cello und Horn. Darüber hinaus zählte Vogelbeobachtung zu einer ihrer Leidenschaften.
Sie war in dessen zweiter Ehe ab 1970 mit dem Pharmakologen Heinz Lüllmann (1924–2014) verheiratet. Am 13. November 2024 starb Renate Lüllmann-Rauch im Alter von 82 Jahren nach kurzer Krankheit.

## Taschenbuch Histologie
Lüllmann-Rauch wurde von Michael Schünke dazu ermutigt, ein Fachbuch zu schreiben, in dem sie ihr Expertenwissen zur mikroskopischen Anatomie darstellt. Das Buch Histologie erschien in erste Auflage 2003 im Georg Thieme Verlag. Ab der zweiten Auflage 2006 erschien das Buch unter dem Titel  	Taschenlehrbuch Histologie. 2024 wurde die 7. Auflage veröffentlicht, an welcher sie noch aktiv mitwirkte. Die Coautorin Esther Asan ist seit der fünften Auflage beteiligt.

## Veröffentlichungen (Auswahl)
- Histologie. Thieme, Stuttgart 2003, ISBN 978-3-13-129241-4. (ab der 2. Auflage 2006 als Taschenlehrbuch Histologie; letzte Auflage mit Lüllmann-Rauchs Beteiligung: mit Esther Asan, 7. Auflage, Georg Thieme Verlag 2024, ISBN 978-3-13-244600-7.)